# Cryptachaea pilaton
Cryptachaea pilaton là một loài nhện trong họ Theridiidae.
Loài này thuộc chi Cryptachaea. Cryptachaea pilaton được Herbert Walter Levi miêu tả năm 1963.